# Tratado de Paz Eterna

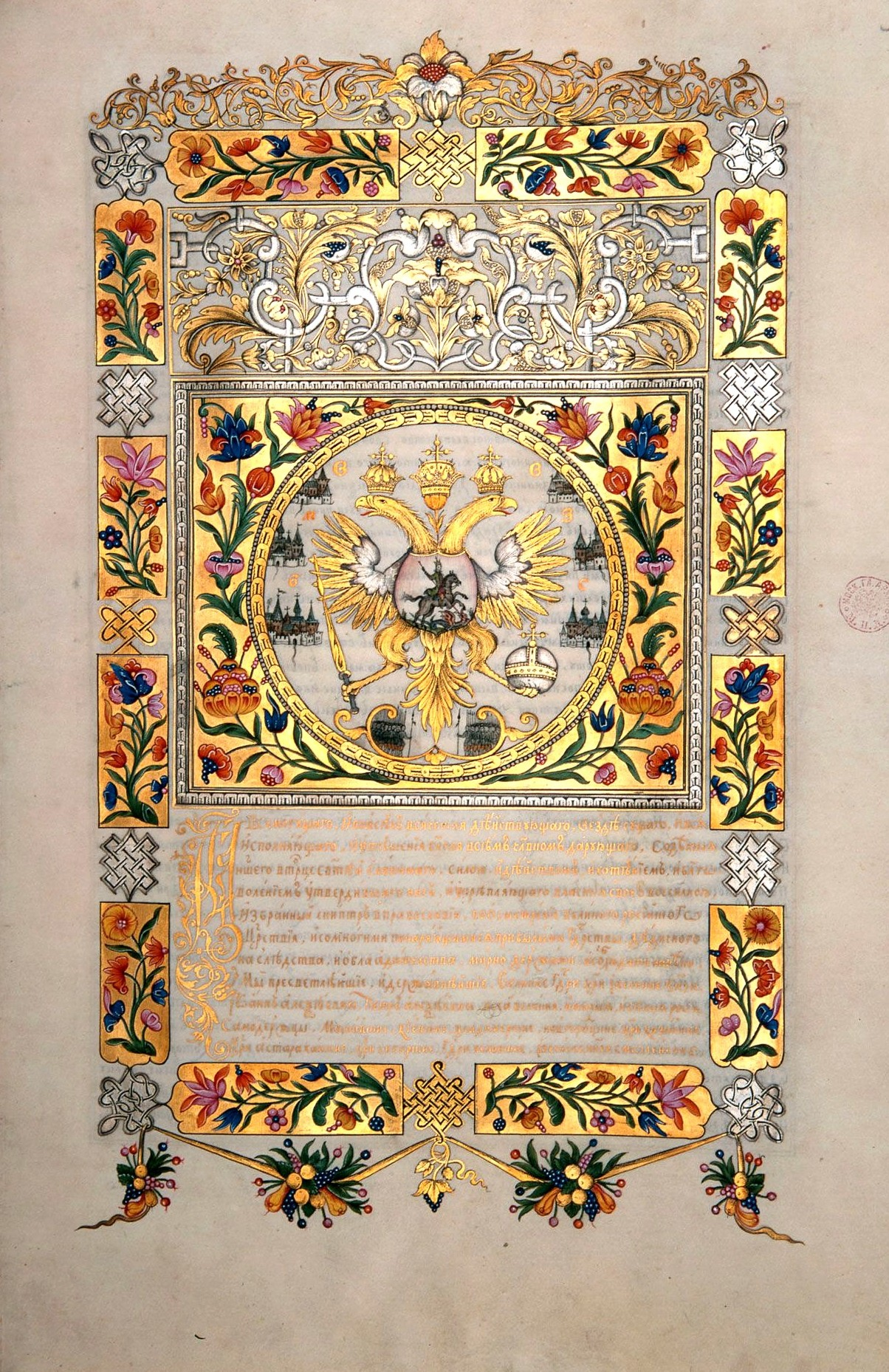
Documento original del Tratado de Paz Eterna (1686)

El Tratado de Paz Eterna de 1686 (polaco: Pokój wieczysty o Pokój Grzymułtowskiego, ruso: Вечный мир, lituano: Amžinoji taika) fue un tratado entre el Zarato ruso y la Mancomunidad Polaco-Lituana, firmado por: El palatino de Poznan Krzysztof Grzymułtowski y el canciller (kanclerz) de Lituania Marcjan Ogiński, y el príncipe ruso Vasili Golitsin el 6 de mayo de 1686 en Moscú.
En él se confirma el previo Tratado de Andrúsovo de 1667. Consiste en un preámbulo y 33 artículos. El tratado confirma la posesión de Rusia de Ucrania del Margen Izquierdo, Zaporizhia, las tierras de Severia, las ciudades de Chernígov, Starodub, Smolensk y sus alrededores, mientras que Polonia retuvo Ucrania del Margen Derecho. Ambas partes acordaron no firmar ningún tratado de paz por separado con el sultán del Imperio otomano. En virtud de este tratado, Rusia ingresó en la coalición antiturca, que incluía a Polonia, al Sacro Imperio Romano Germánico y a Venecia. Por añadidura, Rusia prometió organizar una campaña militar contra el Kanato de Crimea.
El tratado se considera un gran triunfo de la diplomacia rusa, a pesar de que Rusia tuvo que compensar a Polonia con el pago de 146.000 rublos. Marca el punto de inflexión en las relaciones ruso-polacas y desempeña un importante papel en la lucha de los pueblos europeos orientales contra la agresión turco-tártara. Paralelamente, facilita la lucha de Rusia contra Suecia por el acceso al mar Báltico, acceso que el Imperio ruso obtuvo como resultado de la Gran Guerra del Norte.